# Robert Seitz
Robert Karl Wilhelm Seitz (* 28. September 1891 in Magdeburg; † 22. April 1938 in Lörrach, Baden) war ein deutscher Schriftsteller.

## Leben
Nachdem Seitz seine Kindheit in Magdeburg und im Harz verbracht hatte, nahm er 1906 eine kaufmännische Lehre in Magdeburg auf. 1909 fand er eine Anstellung als Expedient in der Magdeburger Zichorienkaffee- und Schokoladenfabrik Bethge & Jordan. Schon früh zeigte sich Seitz literarisch interessiert und verfasste Gedichte.
Durch einen Aufruf in der Magdeburger Presse gab Seitz 1919 den Anstoß zur Gründung der Magdeburger Künstlervereinigung Die Kugel, die von 1919 bis 1923 bestand und der Künstler wie Franz Jan Bartels, Max Dungert und Bruno Beye angehörten. 1921 veröffentlichte Seitz im Magdeburger Karl-Peters-Verlag einen Gedichtband mit expressionistischer Lyrik „Das Herz in den Augen“. 1924 wurde Seitz nach Berlin versetzt. Ab 1927 wohnte er in der Künstlerkolonie Wilmersdorf. 1928 gab er seine kaufmännische Anstellung auf und wurde freier Schriftsteller.
Seitz schloss sich dem Schriftstellerkreis an, der sich um den Verleger Victor Otto Stomps und dessen 1926 gegründeten Verlag Rabenpresse bildete. Dazu gehörten auch Horst Lange und dessen Frau Oda Schaefer, Peter Huchel, Werner Bergengruen, für kurze Zeit Joachim Maass, Walther G. Oschilewski, Jens Heimreich, Rolf Bongs, Werner Helwig, Eberhard Meckel und Hans Gebser, der in der Schweiz als Philosoph Jean Gebser bekannt wurde.
Seitz schrieb ab 1928 für Zeitungen und Zeitschriften diverse Erzählungen und Beiträge, richtete jedoch auch Hörspiele und Opern für den Rundfunk ein. Er arbeitete mit Komponisten wie Paul Hindemith, Werner Egk und Paul Dessau zusammen. 1931 gab er zusammen mit Heinz Zucker die Lyrik-Anthologie „Um uns die Stadt“ heraus. Thema der Arbeit, an der 93 überwiegend unbekannte Autoren mitwirkten, war das Verhältnis von Individuum und städtischem Lebensraum. Seitz absolvierte längere Reisen in ländliche Gegenden. Länger lebte er in Ostpreußen, Pommern und Danzig sowie in Dörfern der baltischen Küste. Seine literarische Arbeit wandte sich nun dem Verfassen von Erzählungen und Romanen zu. 1932 gelang ihm mit dem Novellenband „Bauernland“ ein großer Erfolg. Auch in seinen weiteren Werken  thematisierte er die Probleme der technischen Zivilisation und idealisierte die Natur. 1935 erhielt er für sein 1934 erschienenes Werk „Börshooper Buch“ einen Akademie-Preis. Auf einer Reise nach Italien, die Studienzwecken dienen und seine beeinträchtige Gesundheit stützen sollte, verstarb Seitz 1938.
Die Stadt Magdeburg hat eine Straße (Robert-Seitz-Straße) nach ihm benannt.

## Werke
- Das Herz in den Augen, Gedichte, 1921
- Kashata, Gedichte, 1926
- Tiere und eine Stadt, Gedichte, 1930
- Um uns die Stadt, 1931
- Bauernland, Novellenband, 1932
- Echo der Ebene, Gedichte, Verlag Die Rabenpresse, 1932
- Das Börshooper Buch, Roman, Paul Zsolnay Verlag, 1934
- Die Häuser im Kolk, Roman, 1935
- Der Leuchtturm Thorde, Roman, 1935
- Die Liebe, alt wie die Welt, Roman, 1936
- Der Ast, auf dem die Engel sitzen, Roman, 1937
- Wenn die Lampe herunterbrennt, Roman, 1938